# Termiti
A Termiti egy fiumei horvát punkegyüttes volt a 70-es évek végén. Zenéjükben a billentyűs hangszereket vegyítették a punk energiájával. Szerepeltek az 1981-es kultikus Novi Punk Val című válogatáslemezen is, három dallal. Nagylemezfelvételhez nem jutottak, ezért csak néhány ritka demófelvétel maradt utánuk, illetve az 1996-ban kiadott Vjeran Pas LP (megjelent a zágrábi Dallas Records lemezkiadó gondozásában), amire az 1979 és 1981 között készült dalokat rakták fel. A  Termiti mindenképpen rendhagyó zenekar, a horvát és a jugoszláv new wave egyik kiemelkedő zenekarának számított a maga idejében.

## Diszkográfia
- collection of demos (1979)
- 3 demos (at a different session)
- 10 demos (at a different session)
- Vjeran Pas LP, Dallas Records, 1996